# FK RFS
Futbola klubs RFS (også kendt som RFS) er en fodboldklub fra Letland. Klubben spiller i den bedste lettiske liga Virslīga og har hjemmebane på NSB Arkādija stadions i byen Riga.

## Historie
Klubben blev stiftet i 2011.

## Titler
- Lettiske mesterskaber (3): 2021, 2023 og 2024.
- Lettiske pokalturnering (3): 2019, 2021 og 2024.

## Historiske slutplaceringer
| Sæson | Niveau | Liga       | Placering | Kilde  | Notering               |
| ----- | ------ | ---------- | --------- | ------ | ---------------------- |
| 2014  | 2.     | Pirma liga | 5.        | [ 1 ]  |                        |
| 2015  | 2.     | Pirma liga | 3.        | [ 2 ]  | Oprykning til Virslīga |
| 2016  | 1.     | Virslīga   | 6.        | [ 3 ]  |                        |
| 2017  | 1.     | Virslīga   | 5.        | [ 4 ]  |                        |
| 2018  | 1.     | Virslīga   | 3.        | [ 5 ]  |                        |
| 2019  | 1.     | Virslīga   | 2.        | [ 6 ]  |                        |
| 2020  | 1.     | Virslīga   | 2.        | [ 7 ]  |                        |
| 2021  | 1.     | Virslīga   | 1.        | [ 8 ]  |                        |
| 2022  | 1.     | Virslīga   | 3.        | [ 9 ]  |                        |
| 2023  | 1.     | Virslīga   | 1.        | [ 10 ] |                        |
| 2024  | 1.     | Virslīga   | 1.        | [ 11 ] |                        |

## Klubfarver
| RFS | RFS |

## Trup
Pr. 6. april 2024
| Nr. | Land            | Position | Spiller             |
| --- | --------------- | -------- | ------------------- |
| 1   | Letland         | MM       | Pavels Steinbors    |
| —-  | Letland         | MM       | Janis Beks          |
| —-  | Letland         | FO       | Elvis Stuglis       |
| —-  | Letland         | FO       | Davis Cucurs        |
| 6   | Gambia          | MI       | Alfusainey Jatta    |
| 7   | Elfenbenskysten | AN       | Ismaël Diomandé     |
| 8   | Georgien        | AN       | Lasha Odisharia     |
| 9   | Letland         | AN       | Janis Ikaunieks     |
| 10  | Brasilien       | AN       | Emerson Deocleciano |
| 11  | Letland         | FO       | Roberts Savalnieks  |
| 13  | Letland         | MM       | Jevgēņijs Ņerugals  |
| 14  | Elfenbenskysten | AN       | Mohamed Koné        |

| Nr. | Land            | Position | Spiller                 |
| --- | --------------- | -------- | ----------------------- |
| 17  | Elfenbenskysten | AN       | Cedric Kouadio          |
| 18  | Letland         | AN       | Dmitrijs Zelenkovs      |
| —-  | Gambia          | MI       | Haruna Rasid Njie       |
| 22  | Serbien         | AN       | Darko Lemajic           |
| 23  | Albanien        | FO       | Herdi Prenga            |
| 24  | Japan           | AN       | Mikaze Nagasawa         |
| 25  | Tjekkiet        | FO       | Petr Mareš              |
| 27  | Finland         | MI       | Adam Markhiyev          |
| 26  | Serbien         | MI       | Stefan Panic            |
| 49  | Letland         | MI       | Martins Kigurs          |
| 43  | Slovenien       | FO       | Žiga Lipušček (anfører) |
| 52  | Letland         | FO       | Marcis Oss              |
| 70  | Serbien         | AN       | Dragoljub Savic         |
| 99  | Letland         | MI       | Gļebs Žaleiko           |
| —-  | Cameroun        | MI       | Rostand Ndjiki          |
| —-  | Letland         | MI       | Efraims Valutadatils    |
| —-  | Letland         | AN       | Davis Sedols            |